# 미국 독립 200주년 기념주화

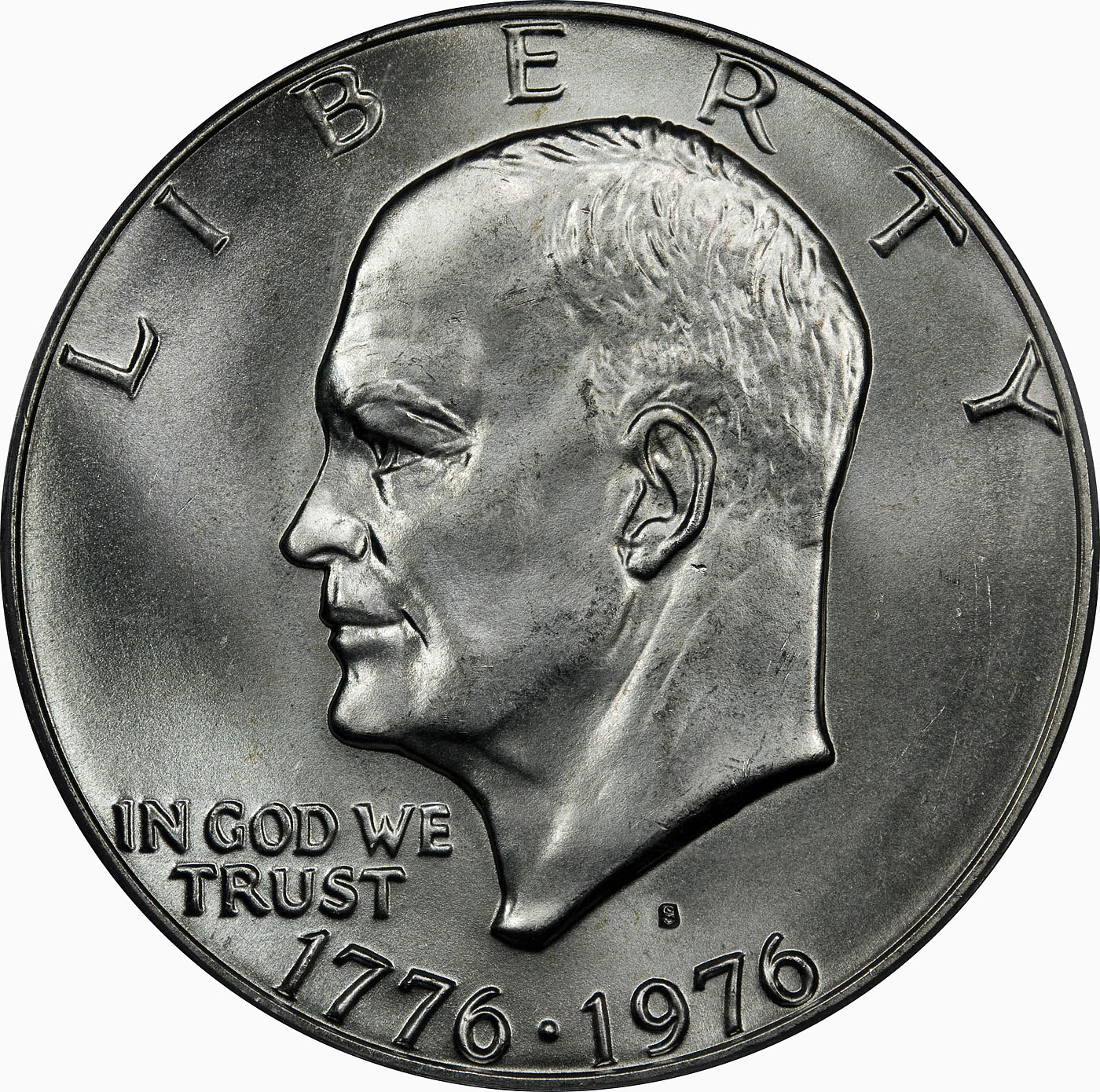
1776~1976년 이중 날짜가 새겨진 아이젠하워 달러 앞면

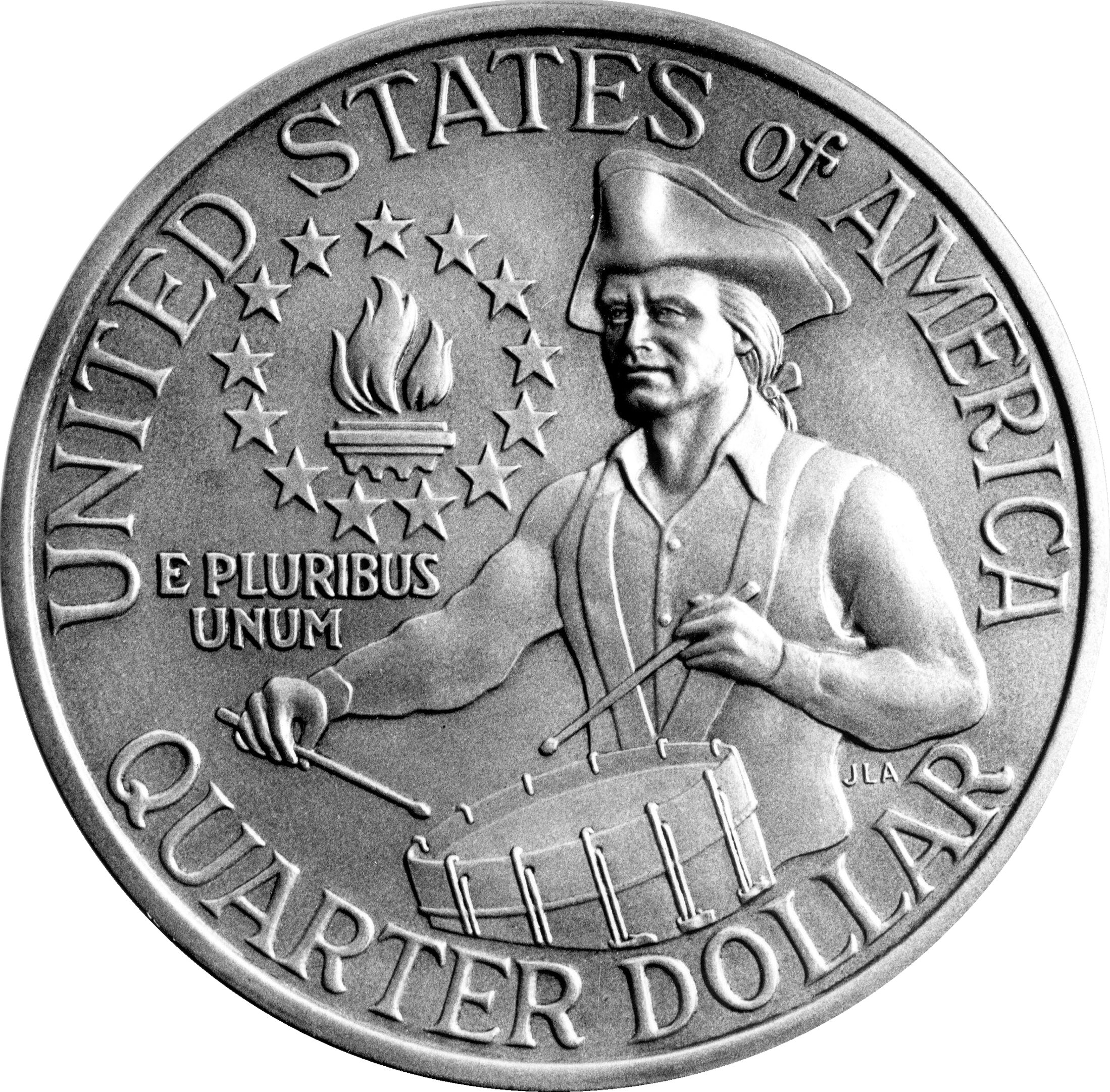
200주년 기념 쿼터 뒷면

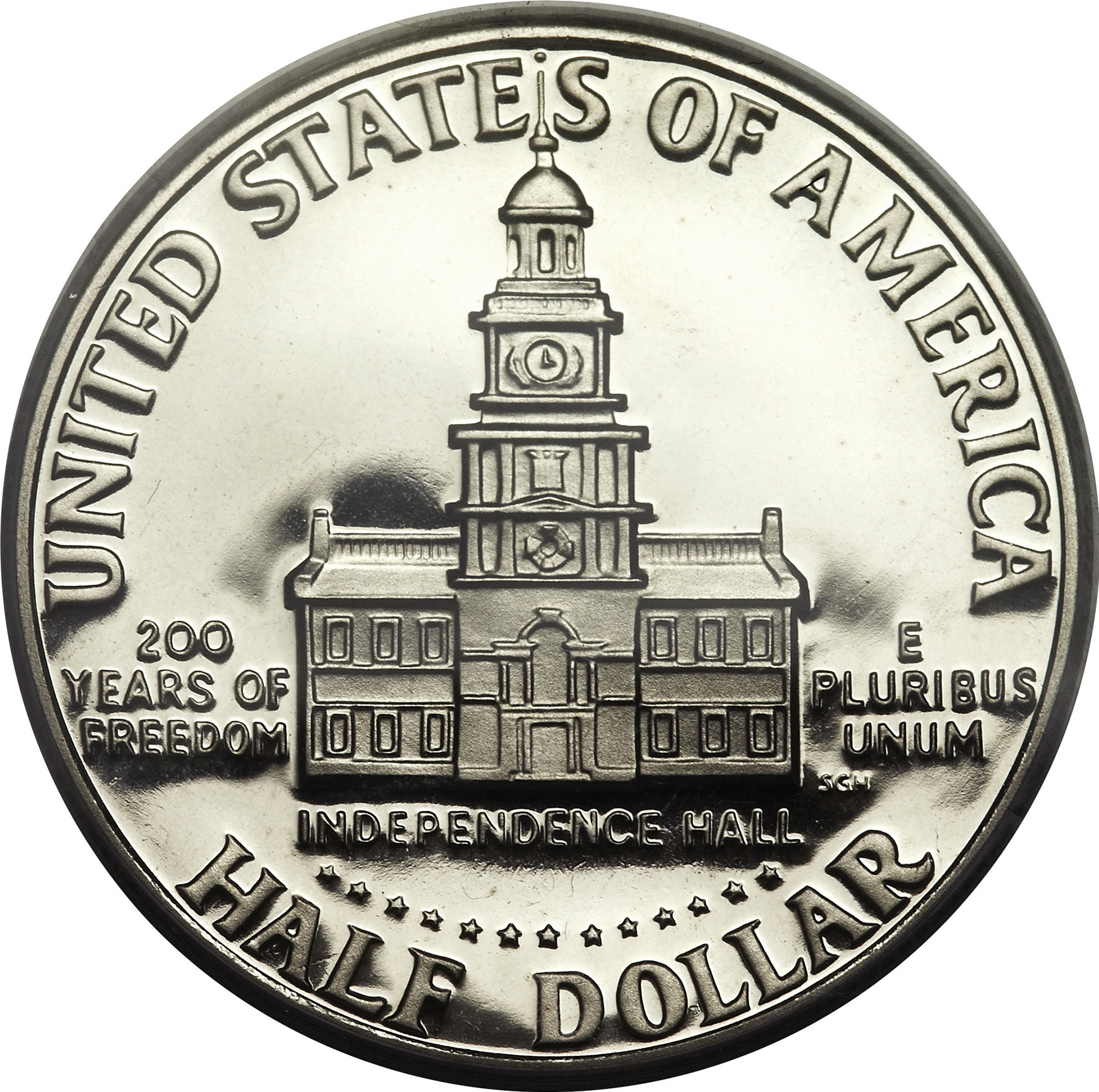
200주년 기념 하프 달러 뒷면

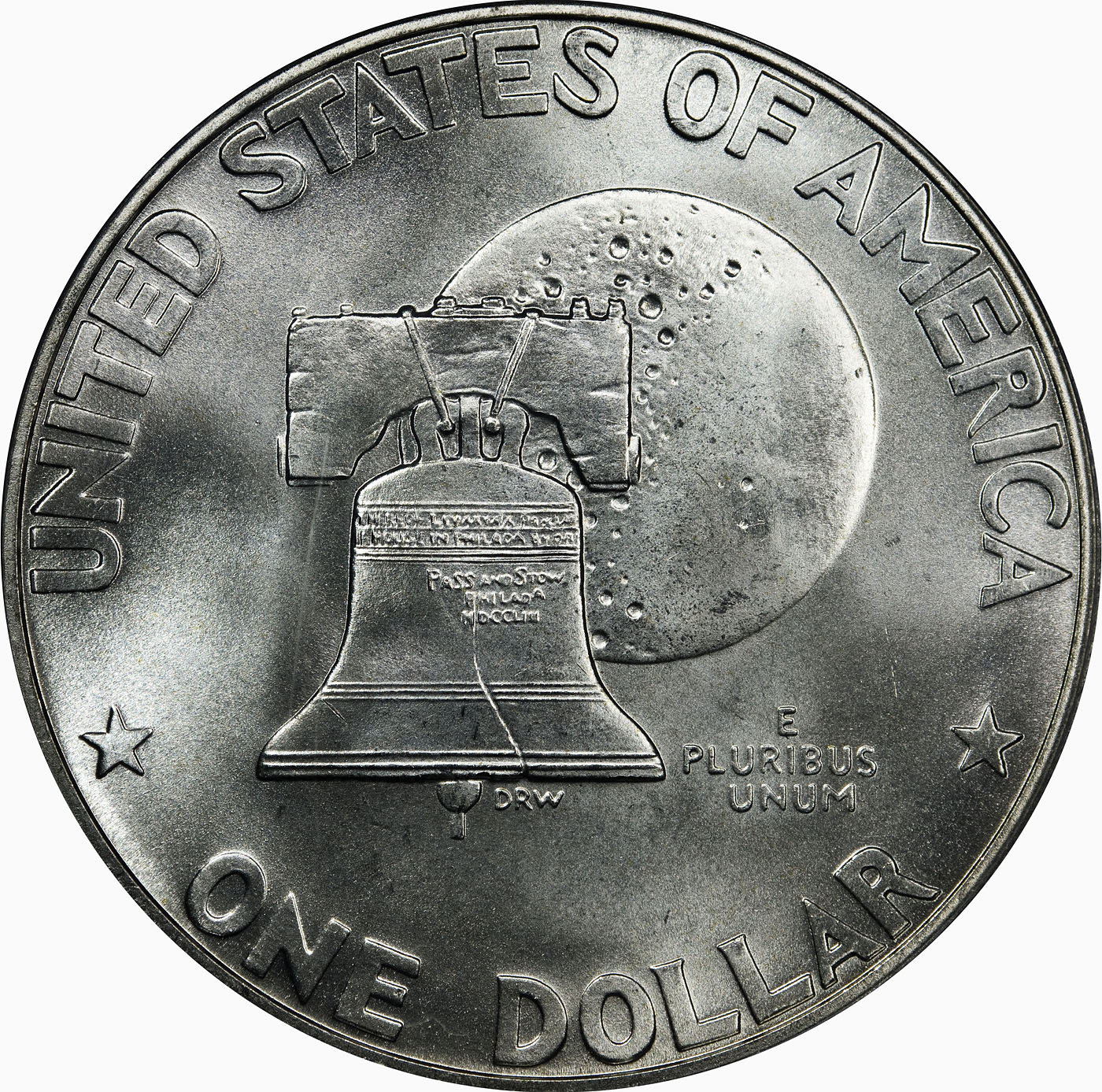
200주년 기념 달러 뒷면 (유형 I)

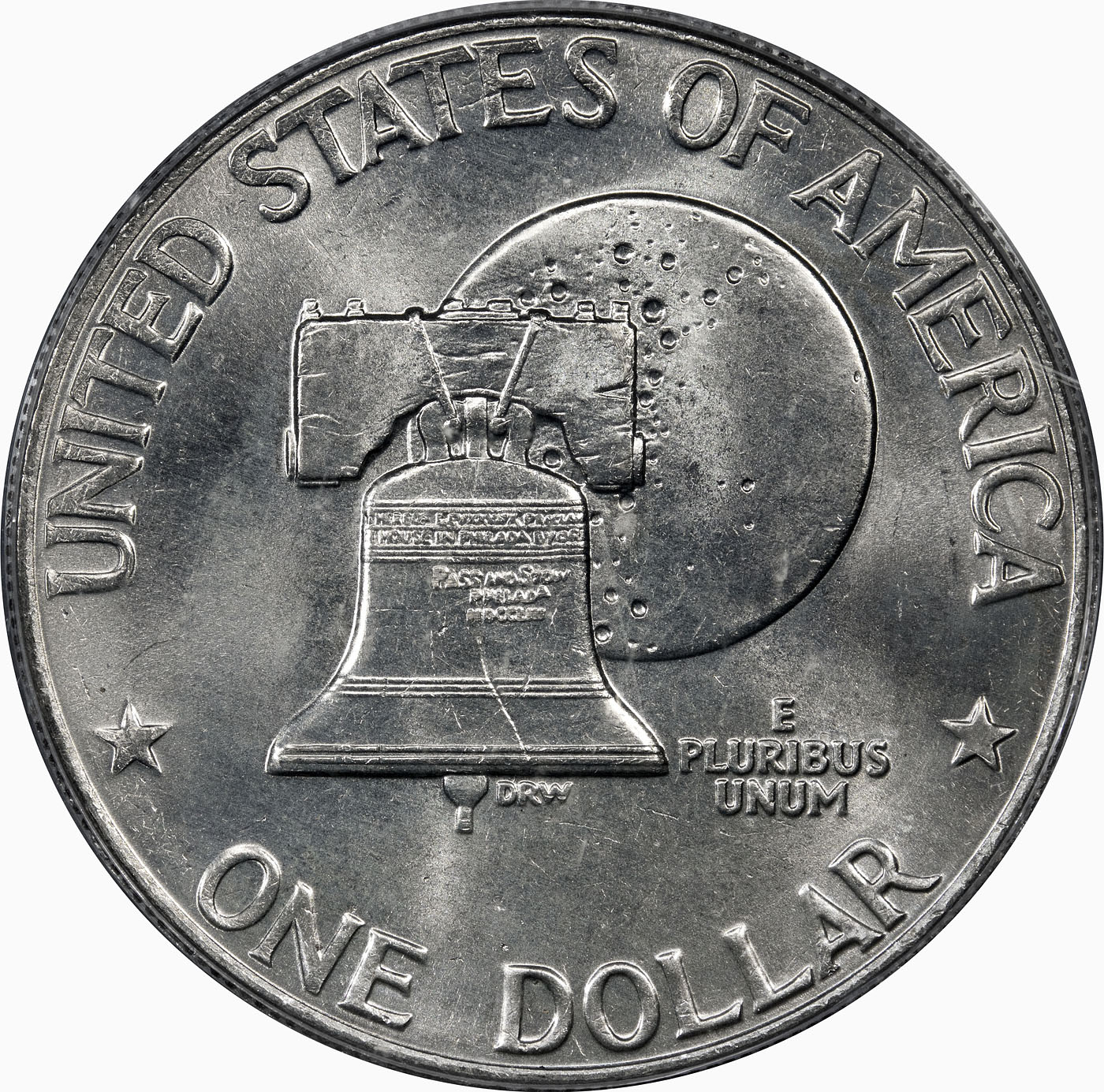
200주년 기념 달러 뒷면 (유형 II)

미국 독립 200주년 기념주화(영어: United States Bicentennial coinage)는 1975년과 1976년에 미국 조폐국에서 발행한 유통용 기념주화 세트로, 쿼터, 하프 달러, 달러로 구성된다. 발행 시기와 관계없이 각 주화에는 워싱턴 쿼터, 케네디 하프 달러, 아이젠하워 달러의 일반적인 앞면에 1776~1976년 이중 날짜가 새겨져 있다. 이 세 종류의 주화 중 1975년 날짜가 새겨진 주화는 발행되지 않았다.
과거의 제도 남용을 고려하여 조폐국은 1950년대부터 기념주화 발행에 반대했다. 1971년부터 의회 의원들은 1976년에 열리는 미국 독립 200주년을 기념하는 주화 발행을 승인하는 법안을 제출했다. 조폐국은 국장 메리 브룩스를 통해 처음에는 그러한 제안에 반대했지만, 나중에는 지지했고, 의회는 쿼터, 하프 달러, 달러의 뒷면을 일시적으로 재설계하는 법안을 통과시켰다.
전국적인 공모전을 통해 쿼터에는 식민지 시대 드러머, 하프 달러에는 독립기념관, 달러에는 달을 배경으로 한 자유의 종 디자인이 선정되었다. 이 세 주화는 발행량이 많아 오늘날에도 흔하게 구할 수 있다. 유통용 주화는 구리-니켈 합금으로 만들어졌으며, 의회는 수집가용으로 4,500만 개의 부분 은화도 발행하도록 지시했다. 조폐국은 부분 은화의 절반 이상을 판매했으며, 1986년 판매 중단 후 남은 주화는 녹여버렸다.

## 배경
1892년부터 미국 조폐국은 여러 행사와 기념일을 위해 기념주화를 발행해 왔다. 단체들은 의회의 승인을 받아 주화를 매입하여 대중에게 프리미엄을 붙여 판매할 수 있었다. 이러한 기념주화 중 마지막 발행된 부커 T. 워싱턴과 조지 워싱턴 카버 기념 하프 달러는 여러 해 동안 발행되었고 1954년에 단종되었다. 원래 $3.50로 책정되었으나, 반복적으로 할인되었고, 많은 주화가 프리미엄을 붙여 판매되지 못하고 유통되었다. 이 발행의 주도자였던 S.J. 필립스는 유통을 잘못 처리하여 $140,000를 손실했다. 이러한 부정적인 평판으로 인해 조폐국이 소속된 미국 재무부는 이후의 기념주화 제안에 반대했고, 1970년대까지 의회는 어떠한 법안도 통과시키지 않았다.
1966년 의회는 미국 독립 200주년("독립 200주년")과 관련된 활동을 계획하고 조정하기 위해 미국 혁명 200주년 위원회(ARBC)를 설립했다. 1970년 2월, ARBC는 주화 및 메달 자문 위원회를 설립했다. 위원회의 1970년 7월 초기 보고서에는 독립 200주년을 기념하는 하프 달러 생산이 요구되었다. 1970년 12월, 위원회는 독립 200주년을 위해 모든 미국 주화 권종에 특별 디자인을 요구했으며, ARBC는 다음 달 이 입장을 지지했다. 그러나 재무부는 기념주화에 대한 오랜 반대 입장을 고수하며 변경에 반대했다. 1971년과 1972년에 독립 200주년 주화에 대한 여러 제안이 의회에 제출되었지만 통과되지 못했다.
조폐국장 메리 브룩스는 자문 위원회 회의에 참석했다. 한 회의에서 그녀는 1976년 기념일을 기념하기 위해 유통 주화에 1776–1976년 이중 날짜를 새기는 것을 지지했지만, 앞면에 두 날짜를 수용하는 것은 생산상의 어려움을 초래할 것이라고 언급했다. 그러나 신문 인터뷰에서는 6종의 유통 주화(센트부터 달러까지)를 변경하는 아이디어를 "재앙"이라고 불렀다. 그녀는 만약 독립 200주년 주화가 발행된다면, 하프 센트나 금화처럼 유통되지 않는 주화여야 한다고 생각했다. 브룩스는 그러한 주화가 유통용 주화 생산에 조폐국을 방해하지 않을 것이라고 믿었다. 그러나 1972년 동안 그녀는 그 입장에서 물러났고, 연말에는 재무장관 조지 프랫 슐츠를 설득하여 독립 200주년 주화 법안을 지지하게 만들었다.

## 승인
1973년 1월, 텍사스주 하원의원 리처드 C. 화이트는 기념 달러와 하프 달러에 대한 법안을 제출했다. 오리건주 상원의원 마크 햇필드도 25달러 금화를 요구하는 법안을 제출했다. 1973년 3월 2일, 재무부는 유통되는 달러와 하프 달러의 뒷면 디자인 변경을 위한 독립 200주년 주화 법안을 지지한다고 발표하고, 3일 후 의회에 제안 법안을 보냈다. 하원 소위원회 청문회는 1973년 5월 2일에 열렸다. 브룩스는 증언에서 법안의 제한적인 재설계를 지지했지만, 더 광범위한 주화 재설계에는 반대했다. 독립 200주년 문제와 별도로, 그녀는 낡은 주화 프레스 설치 공간이 있는 웨스트포인트 금괴 보관소에서 미국 주화를 주조할 권한을 요청했다. 브룩스는 햇필드 제안을 비난하며, 투기를 피하기 위해 주화는 .667 순도 이하이어야 한다고 주장했다.
청문회 결과, 몇 가지 추가 법안이 제출되었고, 6월 6일 상원 소위원회에서 추가 청문회가 열렸다. 브룩스는 다시 증언했고, 가장 인기가 없는 두 권종만 변경될 것이라는 비판에 대해 독립 200주년 쿼터 또한 지지한다고 밝혔다. 6월 13일, 유통되는 독립 200주년 쿼터, 하프 달러, 달러를 규정하고 웨스트포인트에서 주화를 주조할 수 있도록 허가하며 수집가용으로 40% 은 클래드 버전의 새 주화를 허용하는 법안인 S. 1141이 상원 은행 위원회에서 긍정적으로 보고되었다. 이 법안은 7월 13일 상원을 통과했다. 그러나 미국 시민의 금 소유를 허가하고 햇필드 제안을 이행하는 수정안이 법안에 첨부되었다. 유사한 법안이 9월 12일 하원을 통과했으며, 상원 법안과는 금 관련 조항이 없고 새 주화의 은 버전을 승인하지 않는다는 점에서 차이가 있었다.
양원 의원들은 9월 19일 회의 위원회에서 "상당히 뜨겁고 격렬했다"고 묘사된 회의를 가졌다. 그 결과 법안에는 금 조항이 없었지만, 독립 200주년을 위한 쿼터, 하프 달러, 달러의 뒷면 변경을 승인했다. 세 주화의 앞면은 변경되지 않지만 1776~1976년 이중 날짜를 새기게 된다. 법률에 따르면, 1975년 7월 4일 이후부터 1977년 1월 1일 이전에 발행될 모든 주화는 독립 200주년 날짜와 디자인을 갖는다. 의회는 조폐국에 4,500만 개의 은 클래드 주화(즉, 1,500만 세트)를 주조하도록 지시했으며, 조폐국은 웨스트포인트에서 주화를 주조할 요청된 권한을 받았다. 유통용 쿼터, 하프 달러, 달러는 계속해서 구리 내층에 접합된 구리-니켈, 즉 구리-니켈 클래드 주화로 발행될 것이다. 수정된 법안은 1973년 10월 4일 양원을 통과했고, 리처드 닉슨 대통령이 10월 18일 법으로 서명했다. 햇필드의 조치는 다른 상원의원들의 유사 법안과 함께 1975년에 다시 제출되었지만, 위원회에서 폐기되었고, 독립 200주년 2센트 주화 발행을 위한 법안과 애비게일 애덤스와 수전 B. 앤서니를 기념하는 주화 발행을 위한 법안도 마찬가지였다. 웨스트포인트의 추가 생산은 1974년 센트 부족을 극복하는 데 핵심적인 역할을 했으며, 조폐국이 독립 200주년 주화를 주조할 준비를 하는 데 더 큰 유연성을 허용했다.

## 공모전
1973년 10월 23일, 재무부는 세 가지 뒷면 디자인에 대한 공모전을 발표했다. 모든 미국 시민은 직경 10 인치%s의 석고 모델을 그리거나 사진을 제출할 수 있었다. 법률이 요구하는 대로, 제출작에는 United States of America, E pluribus unum 및 각 권종 QUARTER DOLLAR, HALF DOLLAR, ONE DOLLAR가 포함되어야 했다. 심사위원단이 자문한 슐츠 재무장관이 각 권종에 사용될 디자인을 결정할 예정이었다.
브룩스 국장의 요청에 따라 내셔널 스컬프처 소사이어티는 공모전의 다섯 심사위원을 선정했다. 심사위원은 협회 회장 로버트 와인먼(머큐리 다임과 워킹 리버티 하프 달러를 디자인한 아돌프 와인먼의 아들), 코네티컷 조각가 애들라이 S. 하딘, 전 조폐국 수석 조각사 길로이 로버츠, 메달릭 아트 컴퍼니의 줄리어스 라우트, 스미소니언 협회 화폐학 부서 큐레이터 엘비라 클레인-스테파넬리였다.
마감일은 원래 1973년 12월 14일이었으나, 1973년 석유 파동과 크리스마스 우편물 지연으로 인해 1974년 1월 9일로 연장되었다. 브룩스는 공모전을 홍보하기 위해 7,000 마일%s 이상을 여행했다. 마감일까지 조폐국은 15,000건의 문의와 884건의 출품작을 접수했다. 심사위원단 구성원과 미국 정부에 조각가로 고용된 사람은 응모할 수 없었다. 세 명의 수상자에게는 각각 5,000달러의 상금이 주어졌다. 심사는 원래 웨스트포인트에서 열릴 예정이었으나, 지연으로 인해 필라델피아 조폐국에서 열렸다.
심사위원들은 출품작 중에서 12개의 준결승 디자인을 선정했다. 각 출품자는 750달러의 상금을 받았다. 경쟁자들은 이미 석고 모델로 만들어지지 않았다면 자신의 작품을 석고 모델에 놓아야 했고, 모델 제작에 대한 지원을 받았다.

## 준비
남은 12개 디자인은 1974년 초 재무부에 의해 대중의 의견을 수렴하기 위해 공개되었다. 제안된 주화 중 두 개는 항해선, 두 개는 독립선언이 서명된 필라델피아의 독립기념관, 세 개는 달 또는 달 탐사선을 묘사했다. 또 다른 디자인은 원자 기호 위에 자유의 종이 중첩된 것을 묘사했다. 화폐학자 마이클 마로타는 2001년 독립 200주년 주화에 관한 그의 기사에서 "출품작에 대한 화폐학계의 반응은 예측 가능했다. 모두 편집자에게 편지를 써서 불평했다"고 언급했다.
12개의 작품 중에서 심사위원들은 브룩스, 하원의원 라이트 팻먼, 상원의원 존 스파크먼, 미국 순수 예술 위원회 비서 찰스 H. 애서튼, 그리고 ARBC 주화 및 메달 자문 위원회 의장 에릭 P. 뉴먼으로 구성된 국가 독립 200주년 주화 디자인 공모전 위원회의 심사를 위해 6명의 최종 후보를 선정했다. 위원회의 권고를 받은 슐츠 장관은 수상자를 선정했고 1974년 3월 6일, 브룩스는 투데이 쇼에 출연하여 이를 발표했다. 잭 L. 아의 디자인, 즉 승리의 횃불과 13개의 별(원래 주를 상징)로 둘러싸인 식민지 시대 드러머가 쿼터에 선정되었다. 세스 헌팅턴의 독립기념관 이미지는 하프 달러에 선정되었고, 데니스 R. 윌리엄스의 달을 배경으로 한 자유의 종 중첩 이미지는 달러에 선정되었다. 아는 상업 미술 회사를 소유하고 있었고, 헌팅턴은 미니애폴리스 출판사인 브라운 앤 비글로우의 수석 예술가였다. 윌리엄스는 21세의 나이로 미국 주화를 디자인한 최연소 인물이었으며, 원래 수업 과제로 자신의 디자인을 만들었던 미술 학생이었다. 주화의 앞면은 이중 날짜를 제외하고는 변경되지 않았다.

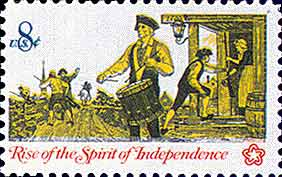
이 1973년 독립 200주년 기념 우표는 쿼터처럼 식민지 시대 드러머를 묘사한다.

아는 자신의 드러머 디자인이 1973년 우표 디자이너 윌리엄 A. 스미스의 우표를 복사한 것이라는 비난을 받았다. 그는 이를 부인했다. 화폐학 역사가 월터 브린에 따르면, "둘 다 분명히 아치볼드 윌라드의 1876년 그림 '76년 정신'에서 유래했다"고 하며, 화폐학 작가 데이비드 L. 간즈는 둘 다 평생 동안 그 그림을 보았을 것이라고 시사한다. 그러나 아는 그의 아들이 드러머의 모델이었다고 주장했다. 브룩스는 스미스에게 보낸 편지에서 쿼터의 디자인이 내셔널 스컬프처 소사이어티를 감동시키기에 "충분히 독창적"이라고 밝혔다. 와인먼은 나중에 수상 디자인들을 비난했다.

솔직히 우리가 얻은 것이 큰 이득이라고 생각하지 않는다. 우리가 선택한 어떤 것도 내가 죽을힘을 다해 싸울 진정한 승자는 아니었다. 하지만 우리가 작업할 수 있었던 것을 고려하면, 우리가 할 수 있는 최선을 다했다고 생각한다.

1974년 4월 24일, 세 명의 수상 디자이너는 워싱턴 D.C.로 초청되었다. 백악관 투어와 주화 법안을 심의한 의회 위원회와의 만남 후, 그들은 재무부 건물로 가서 새로운 재무장관 윌리엄 E. 사이먼으로부터 5,000달러 수표를 받았다. 사이먼은 농담으로 그들에게 상금을 저축 채권에 투자하고 싶은지 물었다.
조폐국 수석 조각사 프랭크 가스파로는 세 가지 뒷면 디자인 모두에 약간의 수정을 가했다. 가스파로는 쿼터 디자인을 단순화하고, 진품성을 위해 드럼을 변경했으며, 글자를 바꾸고 드러머의 얼굴 표정을 수정했다. 그는 하프 달러의 독립기념관에 약간의 변경을 가했고, 스탬핑 시 금속 흐름을 용이하게 하기 위해 달러의 글자를 변경했으며, 디자이너에게 자유의 종의 아랫면을 곧게 펴달라고 요청했다. 아는 나중에 자신의 디자인을 최종 확정할 시간이 더 있었으면 좋았을 것이며, 드러머 얼굴의 특징을 더 명확하게 하고 싶었다고 말했다. 디자이너의 이니셜은 조폐국에 의해 디자인에 추가되었다. 세 디자이너 모두 가스파로의 변경이 자신들의 디자인을 개선했다고 동의했다.

## 생산

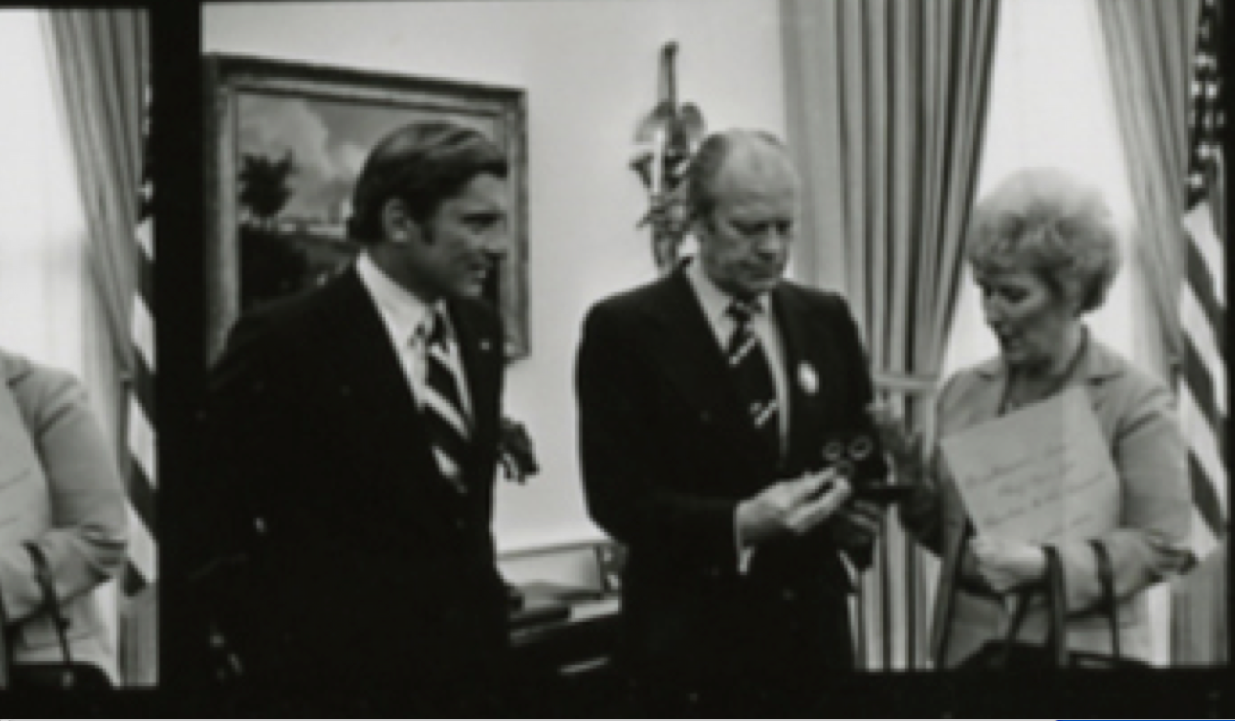
조폐국장 메리 브룩스가 1974년 11월 13일 제럴드 포드 대통령(중앙)에게 첫 독립 200주년 기념주화 세트를 증정하고 있으며, 미국 혁명 200주년 관리국장 존 워너가 지켜보고 있다.

1974년 8월 12일, 세 명의 디자이너는 필라델피아 조폐국에 모여 자신들의 디자인이 새겨진 첫 주화를 주조하는 의식을 가졌다. 이 시제품들은 다음 날 플로리다에서 열린 미국 화폐학 협회 대회에서 무장 경비 하에 전시되었다. 이 주화들은 민트 마크 없이 은 프루프 주화로 주조되었다는 점에서 다른 모든 독립 200주년 기념주화와 다르다. 다른 은 프루프 주화에는 샌프란시스코 조폐국(당시 샌프란시스코 조폐소로 알려짐)에서 주조되었음을 나타내는 "S" 민트 마크가 새겨져 있다. 덴버에서 주조된 주화에는 앞면에 "D"가 새겨져 있으며, 민트 마크가 없는 주화는 필라델피아에서 주조되었다. 이 시제품 세트는 제럴드 포드 대통령, 대통령 고문 앤 암스트롱, 미국 혁명 200주년 관리국(ARBC의 후신) 국장 존 워너에게 증정되었다. 다른 모든 첫 주조 주화는 녹여졌으며, 국립 화폐 컬렉션에도 사본이 보관되지 않았다.
조폐국은 1975년 쿼터, 하프 달러, 달러를 발행해야 한다면, 1975년 주화가 수집품이 되는 것을 막기 위해 독립 200주년 기념주화 발행을 시작하기 전에 충분히 많은 양을 주조할 수 없을 것이라고 생각했다. 이는 조폐국이 쿼터의 잉여분을 확보하려던 시기에 주화 부족의 위험을 초래했다. 조폐국 관계자들은 법안 개정을 요청하기 위해 의회로 돌아갔다. 제럴드 포드 대통령은 1974년 12월 26일 몇 가지 논란의 여지가 없는 법 변경을 포함한 법안에 서명했는데, 여기에는 조폐국이 독립 200주년 기념주화를 주조하기 시작할 때까지 1974년 날짜 주화를 계속 주조할 수 있도록 허용하는 조항이 포함되었다. 개정 법안의 조건에 따라 기념주화는 1975년 7월 4일 이후에 발행될 수 있었다.
1974년 11월 15일, 조폐국은 은 클래드 주화에 대한 주문을 받기 시작했으며, 프루프 세트는 $15, 미유통 주화는 $9였고, 주문 마감일은 1975년 1월 31일이었다. 미유통 주화는 새로 유통되는 주화와 같으며, 프루프 주화는 거울 같은 광택을 띤다. 초기에는 구매자당 5세트로 제한되었다. 1975년 1월 19일, 브룩스는 은 프루프 세트 가격이 $12로 인하되었으며, 주문 제한이 해제되었다고 발표했다. 더 높은 가격을 지불했던 구매자에게는 수표로 환불되었다. 브룩스는 가격 인하가 생산 효율성 때문이며, 그 혜택을 대중에게 전달하고자 한다고 밝혔다. 화폐학 칼럼니스트 에드 라이터는 가격 인하가 화폐학계의 높은 가격에 대한 항의 속에서 이루어졌다고 지적했다. 주화 딜러 허비 스켈턴은 1977년에 은 세트의 초기 고가 정책과 이후의 가격 인하, 그리고 은 세트의 대량 발행이 대중에게 불신을 주어 판매 부진에 기여했다고 제안했다. 1975년 8월 20일, 미유통 은 세트의 가격은 50개 이상 대량 구매 시 $7로 인하되었다. 타이완의 한 은행은 이 가격으로 25만 세트를 주문했다.
대중에게 의도된 첫 번째 독립 200주년 기념주화는 1975년 2월에 주조된 달러였다. 수집가용 첫 주화는 1975년 4월 23일 샌프란시스코에서 주조되었다. 샌프란시스코 조폐국은 4,500만 개의 은화를 먼저 주조하여 미유통으로 1,100만 세트, 프루프로 400만 세트를 생산한 후, 비귀금속 주화 주조를 시작했다. 주조가 시작되자 조폐국은 구리-니켈 달러가 은화에서는 보이지 않던 불분명하게 주조되는 문제를 발견했다. 조폐국은 주조 도구를 수정했는데, 가장 눈에 띄는 변화는 수정된 주화, 즉 유형 II로 알려진 주화의 뒷면 글자가 더 좁고 선명하다는 점이다. 모든 은화(샌프란시스코에서만 주조)는 유형 I이며, 세 조폐국 모두 유형 I과 유형 II 구리-니켈 주화를 주조했다. 1975년 프루프 세트에 포함된 모든 달러는 유형 I이며, 1976년 프루프 세트에 포함된 모든 달러는 유형 II이다. 수집가용 독립 200주년 기념주화는 1975년 7월 4일 이후에야 배송되었다. 비귀금속 독립 200주년 기념주화는 1975년 프루프 세트와 민트 세트에 1975년 날짜의 센트, 니켈, 다임과 함께 포함되었다.
새로운 주화는 1975년 7월 7일 유통되기 시작했는데, 헌팅턴의 고향인 미니애폴리스에서 열린 행사와 함께 하프 달러가 출시되었다. 쿼터는 9월에, 달러는 10월에 각각 발행을 기념하는 행사와 함께 출시되었다. 주화는 유통에 필요한 양보다 많이 주조되었다. 조폐국 대변인은 "주화 주조 이론은 가능한 한 많은 미국인이 독립 200주년을 기념하는 주화를 가질 수 있도록 충분한 양을 확보하는 것이었다. 이는 기념품이다"라고 밝혔다.
1977년, 조폐국은 쿼터, 하프 달러, 달러의 이전 뒷면 디자인으로 돌아갔다. 1977년 중반까지 판매량은 주당 약 300세트로 크게 줄었으며, 한 조폐국 관계자는 판매량이 팔리지 않은 엄청난 양에 비해 "새 발의 피"라고 묘사했다. 1979년까지 조폐국은 은 프루프 세트가 결국 매진될 것으로 예상했지만, 팔리지 않은 대량의 주화로 인해 모든 미유통 은 세트를 판매하는 것은 현실적으로 불가능하다고 인정했다. 1979년 9월 17일, 은 가격의 급등에 직면하여 스텔라 B. 해클 조폐국장은 세트 판매가 중단된다고 발표했다. 1980년 8월, 프루프 세트는 $20, 미유통 세트는 $15로 인상된 가격에 다시 판매되기 시작했다. 1981년 9월, 조폐국은 은 가격 하락을 이유로 세트 가격을 프루프 $15, 미유통 $12로 인하했다. 프루프 판매는 1인당 100세트로 제한되었고, 미유통 판매에는 제한이 없었다. 1982년 정부에 의해 많은 세트가 녹여졌다. 레이건 행정부 조폐국장 도나 포프는 나중에 다음과 같이 말했다.
"1776~1976년 정규 발행 독립 200주년 기념주화 판매는 끝없이 계속되는 듯했다." 1986년 12월 31일, 남아있던 독립 200주년 기념 미유통 은 세트는 판매 중단되었다. 당시 프루프 세트는 주화 판매가 중단될 때 이미 매진되었다고 발표되었다. 그러나 2001년 마로타는 판매가 중단되었을 때 40만 세트의 프루프 세트와 20만 세트의 미유통 세트가 재고로 남아있었다고 밝혔다.
대량으로 주조되었기 때문에 독립 200주년 기념주화는 여전히 저렴하다. 세 개의 은화 세트에는 .5381 트로이온스 (16.74 g)의 귀금속이 포함되어 있다. 1996년 통계 연구에서 T.V. 버트리는 유통 쿼터 중 약 7억 5천만 개, 즉 3분의 1 이상이 비축되어 유통되지 않았다는 사실을 발견했다. 주화 딜러 마르셀 사쏠라는 1977년에 은 세트에 대해 "너무 많이 팔렸고, 실제 가치를 가지려면 오랜 시간이 걸릴 것이다. 아마도 300주년이 되어서야 그럴 것이다"라고 말했다.
각 조폐국별 총 주화 주조량은 다음과 같다.
| 유통 주화      | 필라델피아  | 덴버        |
| -------------- | ----------- | ----------- |
| 쿼터           | 809,784,016 | 860,118,839 |
| 하프 달러      | 234,308,000 | 287,565,248 |
| 달러 (유형 I)  | 4,019,000   | 21,048,710  |
| 달러 (유형 II) | 113,318,000 | 82,179,164  |

| 샌프란시스코 (세트)                             | 구리-니켈 | 은 클래드 |
| ----------------------------------------------- | --------- | --------- |
| 1975년 프루프 세트 (센트부터 달러까지 6개 주화) | 2,845,450 | 0         |
| 1976년 프루프 세트 (위와 동일하게 6개 주화)     | 4,149,730 | 0         |
| 실제 발행된 은 미유통 세트 수                   | 0         | 4,908,319 |
| 실제 발행된 은 프루프 세트 수                   | 0         | 3,998,621 |